# Salavat Iulàiev
Salavat Iulàiev (en baixkir Салауат Юлаев) (Tekeuevo (Текеево), Baixkortostan, 16 de juny de 1752 - Rogervik, Estònia, 8 d'octubre de 1800) fou un cabdill baixkir, fill de Iulai Azhnalin, que el 1774 va donar suport la revolta de Pugatxov.

## Vida
Salavat Iulàiev va créixer en un poble situat en la ruta comercial de l'àrea de Chaytan-Kudeysker (en l'actualitat, districte de Salavat, a Baixkortostan. Des de jove va destacar per la seva força física, cosa que li va permetre anar, amb sols 14 anys, a caçar un os armat exclusivament amb un punyal. La seva sensibilitat poètica també es va despertar molt aviat, escrivint poemes sobre la llibertat i la naturalesa que li envoltava. El seu pare, Iulai Azhnalin, havia estat embolicat en l'aixecament dels camperols russos, liderat pels cosacs en 1735-1740. Quan el govern rus va intentar reprimir als cosacs dels Urals, l'aixecament general va ser enorme, generant-se el Gran aixecament camperol rus que es va estendre de 1773 a 1775. A l'octubre de 1773 Salavat va ser convocat per l'exèrcit rus per a lluitar contra les tropes cosaques de Iemelian Pugatxov; no obstant això, juntament amb el destacament de la ciutat de Sterlitamak, es van passar al costat de Pugatxov, els homes del qual es trobaven assetjats a Oremburg. Iulàiev va obtenir de Pugatxov el rang de coronel. Seguidament va reclutar en el nord-est de Baixkíria una tropa de més de 10.000 homes i lluito amb èxit a l'àrea al voltant de les ciutats de Krasnufimsk i Kungur.
Al maig/juny de 1774, va ser ascendit per Pugatxov a brigadier a causa del seu valor i a l'encertat lideratge de les tropes. Salavat Iulàiev va seguir lluitant fins i tot després de la derrota definitiva i l'empresonament de Pugatxov. Salavat va ser pres el 24 de novembre de 1774 al poble de Mediash i, passant per Ufà, va ser enviat a Moscou. El setembre del 1775, juntament amb el seu pare, que també havia participat en l'aixecament, va ser condemnat a cadena perpètua i tancat en la fortalesa estoniana de Rogervik, prop de la ciutat de Paldiski. En aquesta fortalesa estaven tots els jutjats pels aixecaments de 1755-56 i 1773-75. Salavat va morir allí, a la presó.
Al maig de 1797 s'escriu sobre els dos presos: «Iulai Aznalin - 75 anys, decrèpit, mort d'escorbut» i «Salavat Iulaiev - 45 anys, sa». Els botxins el van dur després de mort per tots aquells llocs en els que havia lluitat. Caterina II de Rússia volia humiliar Salavat i fer que el poble el menyspreés, però va aconseguir que Salavat fos considerat un màrtir. Caterina II, després d'adonar-se del seu error, va intentar esborrar la memòria de Salavat del poble baixkir i els va ser prohibit ensenyar als seus fills el nom de l'heroi. Qualsevol record havia de ser eliminat. En l'actualitat s'ha donat el seu nom a una ciutat, un districte, moltes places, carrers i parcs, ens culturals i l'equip d'hoquei sobre gel de la ciutat d'Ufà: Salavat Iulàiev Ufà.

## Obra
De més rellevància i permanència que les seves fetes militars, fou la seva obra poètica, que va sobreviure a totes les represàlies que va haver fins i tot després de la seva mort i que ha donat al poble baixkir valor a totes les èpoques: «no baixkirs, no estic mort!» és un vers d'un dels seus últims poemes. El seu record no ha pogut ser esborrat de la memòria del poble baixkir.
Salavat Iulàiev no podia imaginar-se la llibertat sense amistat i sense ajuda mútua entre els pobles. Va unir en la lluita a tots els pobles que vivien en sòl baixkir i va lluitar al costat del cosac rus Pugatxov. Va despertar tant la consciència nacional dels baixkirs, com la idea que no pot haver una convivència pacífica sense que tots els pobles tinguin en compte als altres. «No podem discutir eternament i ofendre'ns els uns als altres...» va escriure en la seva crida als habitants russos de Katav-Ivanovsk. La majoria dels seus poemes els va escriure en baixkir, versió que s'ha perdut. La majoria del que es conserva són traduccions al rus. D'això es va encarregar especialment el traductor Davletxini, que va recollir poemes atribuïts a Iulàiev en l'àrea d'Oremburg i els va publicar en 1868. Els poemes de Iulàiev es consideren sovint l'inici de la literatura baixkir.